# Paguma larvata
La civetta delle palme mascherata (Paguma larvata Hamilton-Smith, 1827) è l'unica specie del genere Paguma (Gray, 1831), diffusa nel Subcontinente indiano, in Indocina, Cina, Giappone e Indonesia.

## Descrizione

### Dimensioni
Viverride di medie dimensioni, con lunghezza della testa e del corpo tra 510 e 760 mm, la lunghezza della coda tra 510 e 640 mm e un peso fino a 5 kg.

### Caratteristiche craniche e dentarie
Il cranio presenta una bolla timpanica esternamente ridotta e divisa internamente da un setto.
Sono caratterizzati dalla seguente formula dentaria:

### Aspetto
Il corpo è lungo e snello, le zampe sono relativamente corte. La pelliccia è relativamente corta. Il colore generale delle parti dorsali varia dal biondo al marrone scuro, con lunghi peli color ruggine e un sotto-pelliccia che varia tra il marrone chiaro ed il grigio, mentre le parti ventrali sono più chiare. Non c'è alcuna macchia scura sul corpo, tranne che nei piccoli appena nati. È presente una maschera facciale composta da una striscia longitudinale mediana biancastra che parte dalla fronte e termina sulla punta del naso, una piccola macchia biancastra sotto ogni occhio ed una più grande sopra ogni occhio che si estende fino alla base dell'orecchio. Il muso e le guance sono neri. La coda è più corta della testa e del corpo ed ha la parte terminale più scura. I piedi sono nerastri. L'andatura è semi-plantigrada, gli artigli sono semi-retrattili e il tallone è ricoperto di peli. Le femmine hanno due paia di mammelle e sono generalmente più grandi dei maschi. Entrambi i sessi hanno due ghiandole perianali che producono una sostanza nauseabonda, utilizzata in caso di minaccia.

## Biologia

### Comportamento
È una specie prevalentemente notturna e arboricola, anche se caccia prevalentemente al suolo. Dorme nelle cavità degli alberi o tra le giunture di grossi rami. Forma piccoli gruppi da 2 a 10 individui.

### Alimentazione
Si nutre principalmente di frutta come il mango, alcune specie native di Ficus, le Banane e anche di foglie e radici, piccoli animali come uccelli, roditori e insetti. Spesso irrompe nelle fattorie per cacciare galline, oche ed anatre.

### Riproduzione
Sono state osservate due stagioni riproduttive, la prima agli inizi della primavera, la seconda alla fine dell'autunno. Le femmine danno alla luce 1-5 piccoli per volta; la gestazione dura 70-90 giorni. Diventa matura sessualmente dopo un anno. L'aspettativa di vita in cattività è di 15 anni.

## Distribuzione e habitat
Questa specie è diffusa nel Subcontinente indiano, in Indocina, Cina e Indonesia. È stata introdotta in Giappone a partire dal 1980.
Vive nelle foreste primarie sempreverdi e secondarie decidue fino a 2.500 metri di altitudine. Spesso visita anche piantagioni e giardini alla ricerca di cibo.

## Tassonomia
Sono state riconosciute 16 sottospecie:
- P.l. larvata: Province cinesi del Anhui, Fujian, Guangdong, Guangxi, Jiangxi, Hebei, Hubei, Hunan settentrionale, Shaanxi, Shanxi, Sichuan, Zhejiang;
- P.l. chichingensis (Wang, 1981): montagne nord-occidentali della provincia cinese dello Yunnan;
- P.l. grayi (Bennett, 1835): Provincia cinese dello Xizang meridionale, Nepal, Uttar Pradesh;
- P.l. hainana (Thomas, 1909): Isola di Hainan;
- P.l. intrudens (Wroughton, 1910): Province cinesi del Guangxi sud-occidentale, Guizhou meridionale, Sichuan sud-occidentale, Xizang orientale, Yunnan; Myanmar nord-orientale, Laos, Vietnam settentrionale, Thailandia occidentale, Cambogia;
- P.l. janetta (Thomas, 1928): Tenasserim meridionale;
- P.l. jourdanii (Gray, 1837): Penisola Malese centrale e meridionale;
- P.l. lanigera (Hodgson, 1836): Provincia cinese dello Xizang meridionale;
- P.l. leucostymax (Gray, 1837): Sumatra;
- P.l. neglecta (Pocock, 1934): Sikkim, Bhutan, Arunachal Pradesh, Assam, Myanmar settentrionale;
- P.l. nigriceps (Pocock, 1939): Myanmar settentrionale;
- P.l. ogilbyi (Fraser, 1846): Borneo;
- P.l. robusta (Miller, 1906): Thailandia peninsulare, Koh Yao, Tenasserim, Penisola Malese settentrionale;
- P.l. taivana (Swinhoe, 1862): Taiwan, Orchid Island, Giappone;
- P.l. tytleri (Tytler, 1864): Isole Andamane, Isole Nicobare;
- P.l. wroughtoni (Schwarz, 1913): Punjab, Kashmir, Uttarakhand.

## Rapporti con l'uomo
In Cina questa specie viene cacciata come cibo. Tale consuetudine avrebbe portato, secondo alcuni studi, alla trasmissione verso l'uomo del virus della SARS, di cui P.larvata sembrerebbe essere serbatoio naturale.

## Conservazione
La IUCN Red List, considerato il vasto Areale, la popolazione numerosa, la presenza in diverse aree protette e la tolleranza a qualsiasi habitat degradato, classifica P.larvata come specie a rischio minimo (Least Concern).